# Салијана (Комо)
Салијана је насеље у Италији у округу Комо, региону Ломбардија.
Према процени из 2011. у насељу је живело 26 становника. Насеље се налази на надморској висини од 384 м.